# Volley Club Valenciennes
Actualités
Le Volley Club Valenciennes est un club féminin de volley-ball français basé à Valenciennes. Il est fondé le 12 juin 2015 sur les cendres du Hainaut Volley. Il évolue en Élite (2e niveau national) depuis la saison 2023/2024.

## Historique
- À l'issue de la saison 2014-2015, le Hainaut Volley est placé en liquidation judiciaire et disparaît[2]. Un nouveau club, le Volley Club Valenciennes, est créé pour reprendre l'activité en amateur. Il démarre le championnat 2015-2016 en Championnat des Flandres en Pré-Nationale[3].
- 2 ans après la création du club, la ville de Valenciennes retrouve le niveau national du volley-ball français avec la montée du VCV en Nationale 3, le 4e niveau français
- En 2018, première montée en Nationale 2
- Le VC Valenciennes fait l'ascenseur avec une descente puis une nouvelle remontée en 2020
- Grâce à la 2e place de sa poule de Nationale 2 en 2023, le club valenciennois monte en Élite
- Premier titre national en 2024 avec une 1re place aux playoffs du championnat de France Élite partie Amateur

## Résultats sportifs

### Palmarès
| Compétitions nationales | Compétitions internationales |
| Compétitions actuelles - Élite (1) : - Champion de Franceen 2024 (Amateur) - Nationale 3 : - Vice-champion de France en 2024 rés. Compétitions régionales - Championnat Pré-nationale des Hauts-de-France : - Vice-champion en 2017 - Coupe des Flandres / Coupe des Hauts-de-France : - Vainqueur en 2016 | aucun                        |

### Bilan saison par saison
| Saison    | Division | Division               | Saison régulière       | Saison régulière | Phase finale | Phase finale | Coupe de France          |
| Saison    | Niveau   | Nom                    | Class.SR               | V-D              | Play-offs    | V-D          | Coupe de France          |
| --------- | -------- | ---------------------- | ---------------------- | ---------------- | ------------ | ------------ | ------------------------ |
| 2015-2016 | 5e       | Pré-nationale Flandres | 5e                     | 7 - 9            | -            | -            | -                        |
| 2016-2017 | 5e       | Pré-nationale HdF      | 2e                     | 13 - 3           | -            | -            | ?                        |
| 2017-2018 | 4e       | Nationale 3            | 2e (poule E)           | 13 - 5           | -            | -            | ?                        |
| 2018-2019 | 3e       | Nationale 2            | 11e (poule C)          | 7 - 15           | -            | -            | ?                        |
| 2019-2020 | 4e       | Nationale 3            | 1er (poule E)          | 12 - 1           | -            | -            | ?                        |
| 2020-2021 | 3e       | Nationale 2            | 3e (poule D)           | 1 - 1            | -            | -            | ?                        |
| 2021-2022 | 3e       | Nationale 2            | 2e (poule D)           | 19 - 1           | -            | -            | ?                        |
| 2022-2023 | 3e       | Nationale 2            | 2e (poule D)           | 18 - 2           | -            | -            | 1/8e de finale (Amateur) |
| 2023-2024 | 2e       | Élite                  | 1er (Amateur)(poule C) | 11 - 1           | 1er Amateur  | 10 - 0       | 1/4 de finale (Amateur)  |
| 2024-2025 | 2e       | Élite                  | ?e                     | ?? - ??          | -            | -            | ?                        |

1. ↑  Résultats au moment de la pandémie de Covid-19. Les compétitions ont été annulés.
2. ↑  Résultats au moment de la pandémie de Covid-19. Les compétitions ont été annulés.